# Delphinium halteratum subsp. verdunense
Delphinium halteratum subsp. verdunense é uma subespécie de planta com flor pertencente à família Ranunculaceae. 
A autoridade científica da subespécie é (Balb.) Graebn. & P.Graebn., tendo sido publicada em Syn. Mitteleur. Fl. 5(2): 703 (1929).
Os seus nomes comuns são esporas ou esporas-bravas.

## Portugal
Trata-se de uma subespécie presente no território português, nomeadamente em Portugal Continental.
Em termos de naturalidade é nativa da região atrás indicada.

## Protecção
Não se encontra protegida por legislação portuguesa ou da Comunidade Europeia.